# 天竜川駅

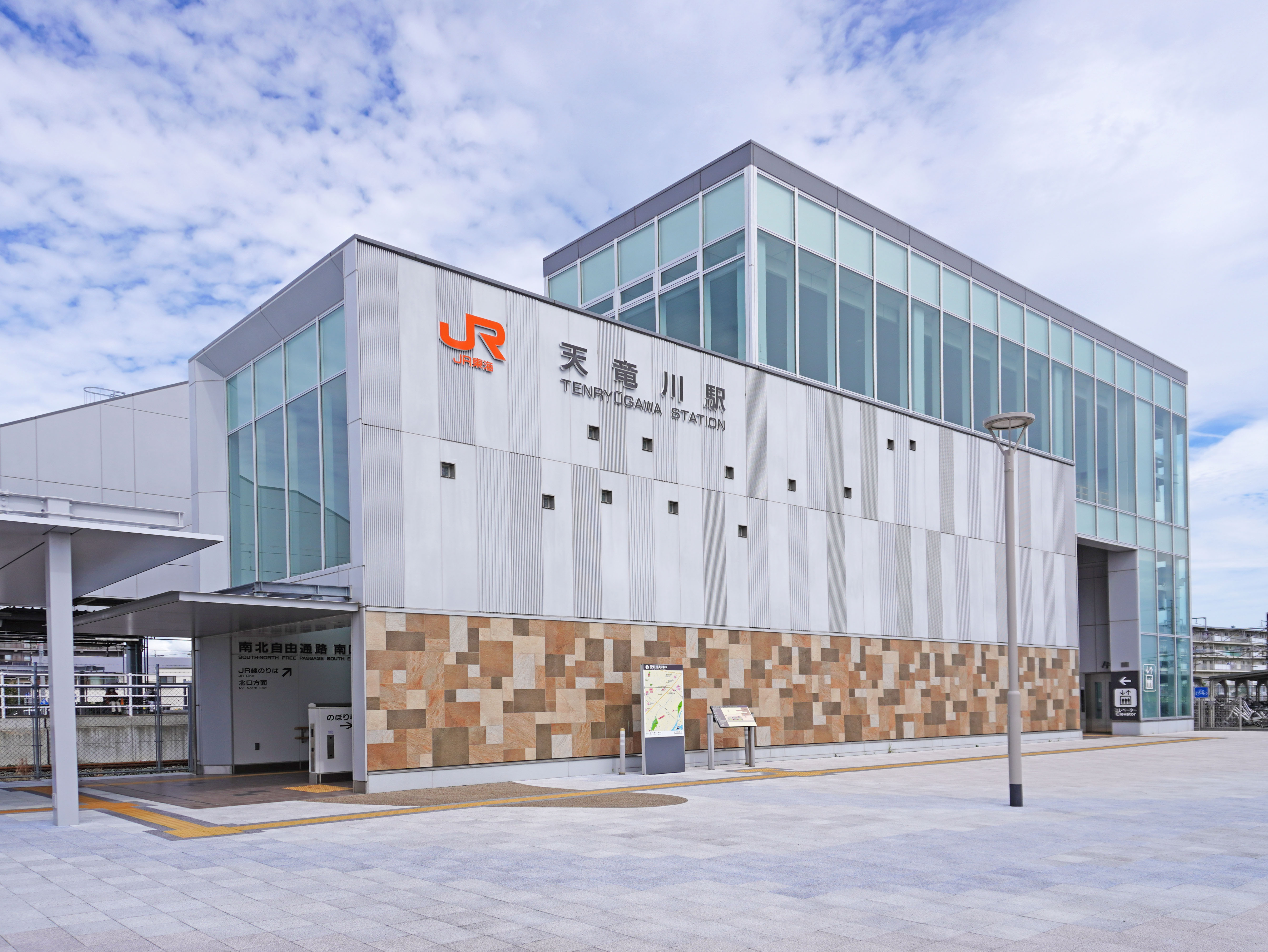
南口（2022年10月）

天竜川駅（てんりゅうがわえき）は、静岡県浜松市中央区天龍川町にある、東海旅客鉄道（JR東海）東海道本線の駅である。駅番号はCA33。
運行形態の詳細は「東海道線 (静岡地区)」を参照。

## 歴史
実業家の金原明善は木材の輸送を行うため、鉄道局に対して東海道線への停車場の設置を申請した。1892年（明治25年）9月20日に天龍川貨物取扱所が設置され、金原は天龍運輸（1945年合併して日本通運天竜川支店）を創立した。貨物取扱量は増加し順調だった。やがて1898年（明治31年）7月になって天竜川駅が設置され、旅客輸送も行われるようになった。

### 年表
- 1898年（明治31年）7月10日：国有鉄道東海道線（1909年に東海道本線に改称）の中泉（現・磐田） - 浜松間に新設開業[1]。一般駅[1]。
- 1908年（明治41年）8月3日：天竜運輸専用線（天竜川駅-天竜川岸半場間 2.6キロ）開通[5]
- 1972年（昭和57年）3月15日：専用線発着を除く貨物の取扱を廃止[1]。
- 1985年（昭和60年）3月14日：荷物の取扱を廃止[1]。
- 1987年（昭和62年）4月1日：国鉄分割民営化により東海旅客鉄道・日本貨物鉄道の駅となる[1]。
- 1997年（平成9年）3月22日：貨物列車の発着がなくなる[1]。
- 2006年（平成18年）4月1日：JR貨物の駅が廃止され、貨物の取扱が終了[6]。
- 2008年（平成20年）3月1日：TOICAのサービス開始。
- 2016年（平成28年）3月14日：橋上駅舎化に向けて仮駅舎での営業開始[7]。
- 2017年（平成29年）
  - 9月23日：翌日の橋上駅舎・南北自由通路の供用開始を記念してセレモニーと一般公開実施[7]。
  - 9月24日：橋上駅舎及び南北自由通路の供用開始[8][9]。

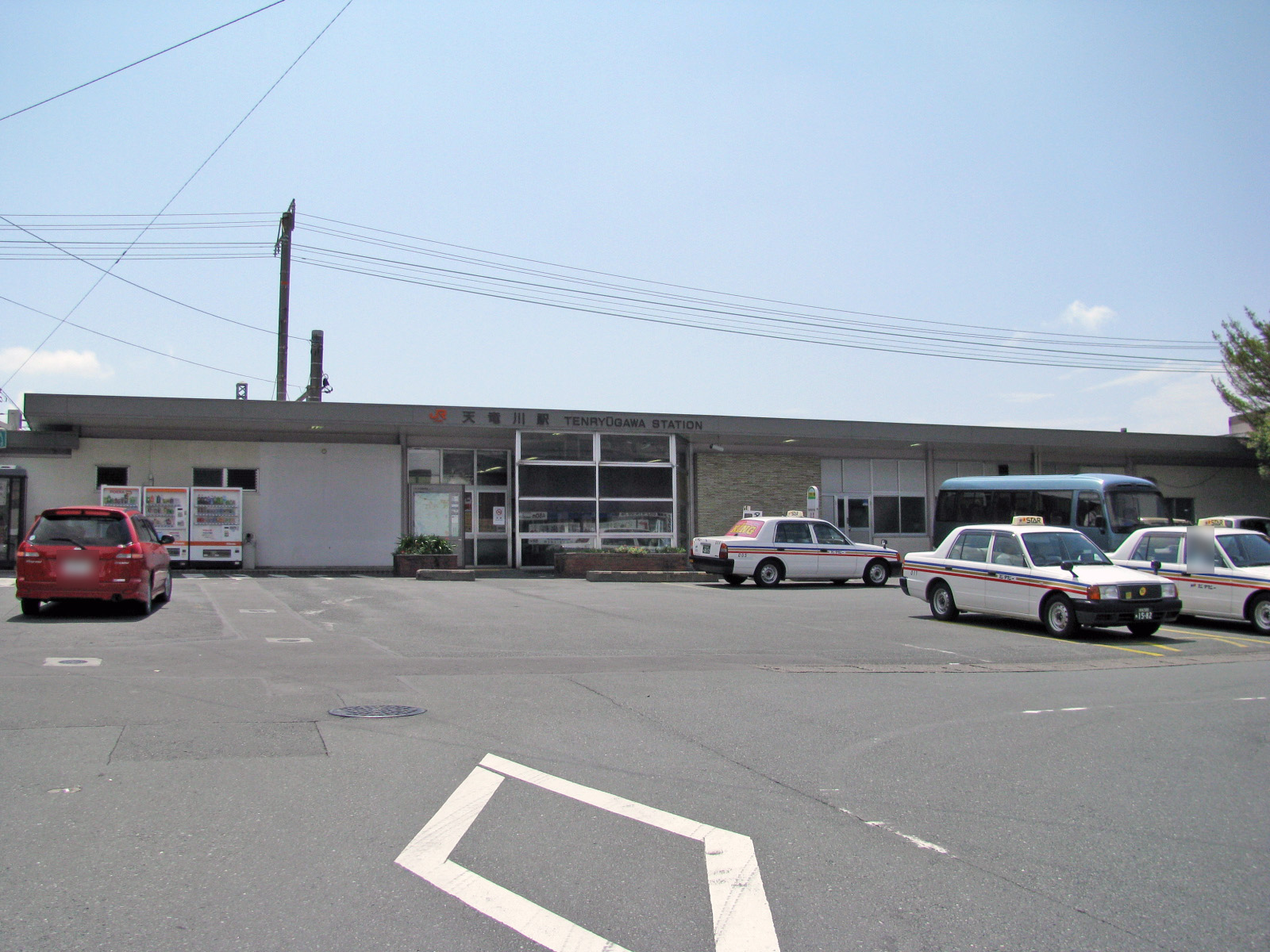
旧駅舎（2008年9月）

## 駅構造
島式ホーム2面4線を有する地上駅。現在は、橋上駅舎で南北自由通路が設けられているが、以前は南口がなく、駅舎は構内北側にあり、ホームとは跨線橋で繋がっていた。このため、駅南方面からのアクセスは駅舎西側の歩道橋を渡る必要があった。なお、2・3番線が本線で、1・4番線が副本線となっているが、2015年3月改正ダイヤでの定期旅客列車は2・3番線のみを使用している。
JR東海交通事業の職員が業務を担当する業務委託駅で、浜松駅が当駅を管理している。JR全線きっぷうりばがある。

### のりば
| 番線 | 路線                       | 方向                       | 行先                       |
| ---- | -------------------------- | -------------------------- | -------------------------- |
| 1    | （上り待避線、予備ホーム） | （上り待避線、予備ホーム） | （上り待避線、予備ホーム） |
| 2    | CA 東海道本線              | 上り                       | 静岡・沼津方面             |
| 3    | CA 東海道本線              | 下り                       | 浜松・豊橋方面             |
| 4    | （下り待避線、予備ホーム） | （下り待避線、予備ホーム） | （下り待避線、予備ホーム） |

（出典：JR東海:駅構内図）
かつては、駅東側の天竜川西岸（浜松市中央区材木町）へ日本通運の専用鉄道（全長2.1km、全線非電化）が伸びていた。晩年は石油輸送に使用されていたが、1993年（平成5年）に廃止された。また、1970年頃まで駅西側のヤマハ天竜工場へ続く専用線、上り本線と平行した駅東側の鈴与専用線、下り本線と並行して天竜川河川敷に至る日本通運の専用線から分岐するソーダニッカの専用線も存在した。長らくソーダニッカ専用線の跡である築堤が残されていたが、一部の築堤が崩されて平地となっている。

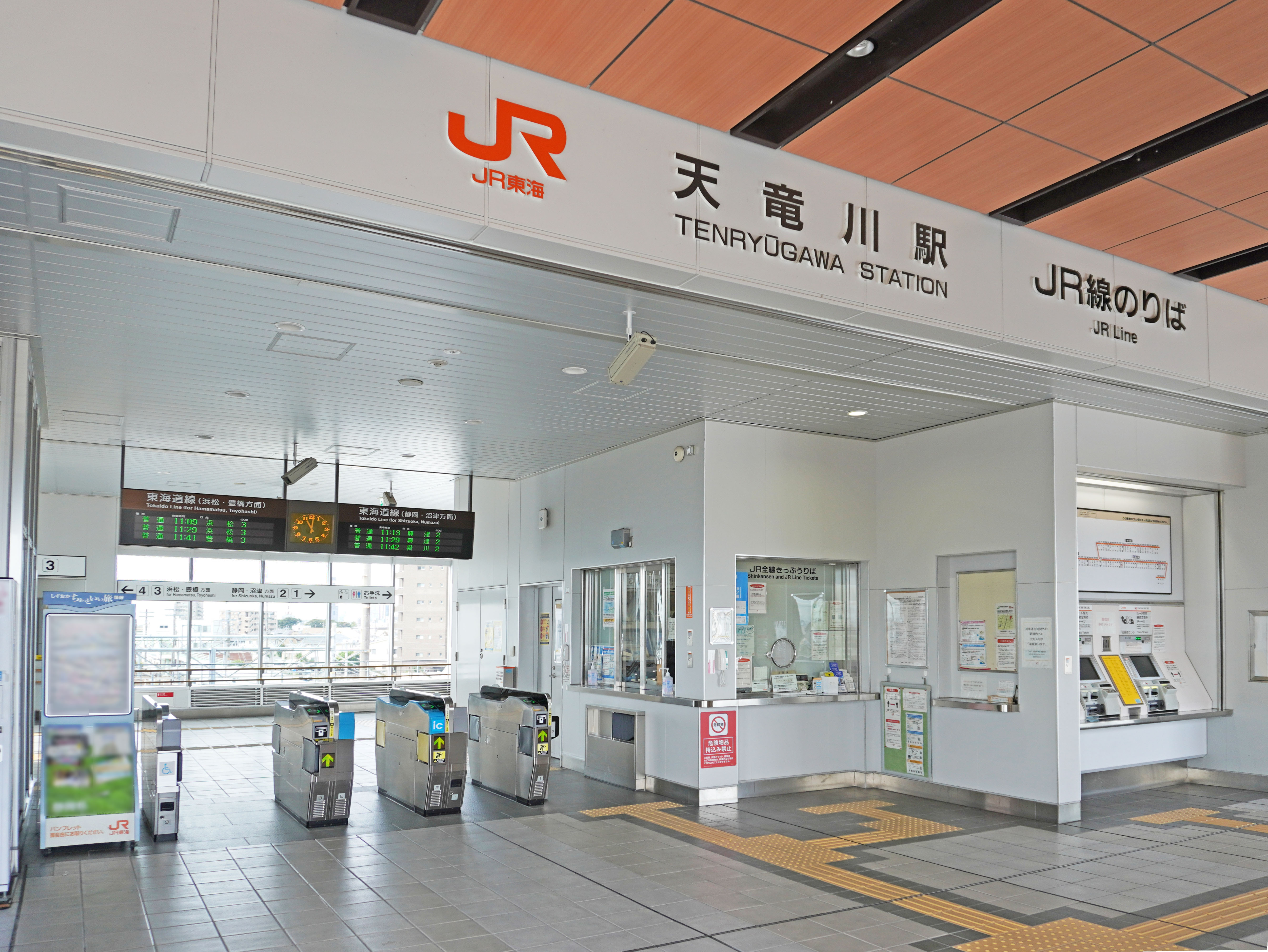
改札口（2022年10月）
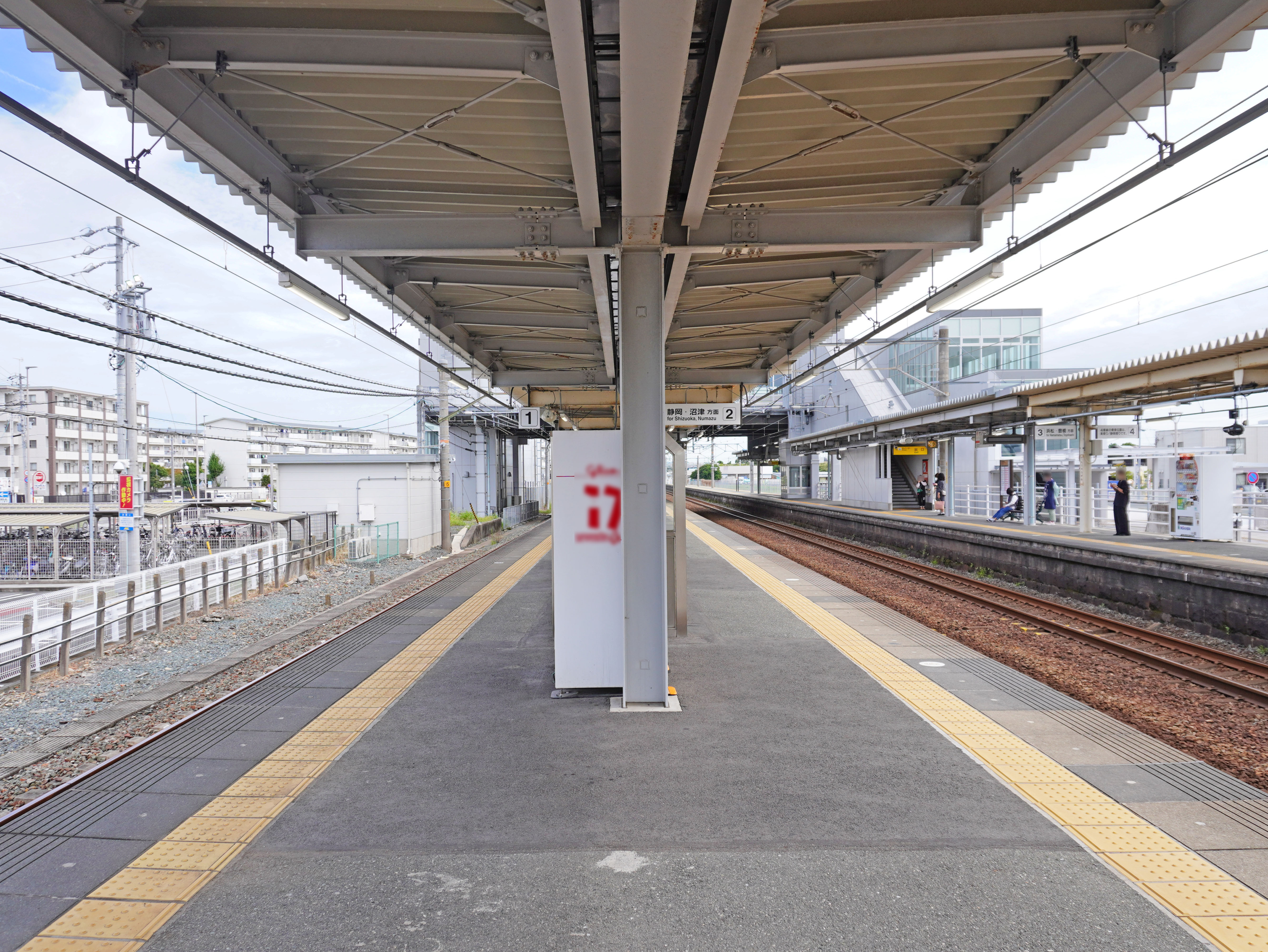
1・2番線ホーム（2022年10月）
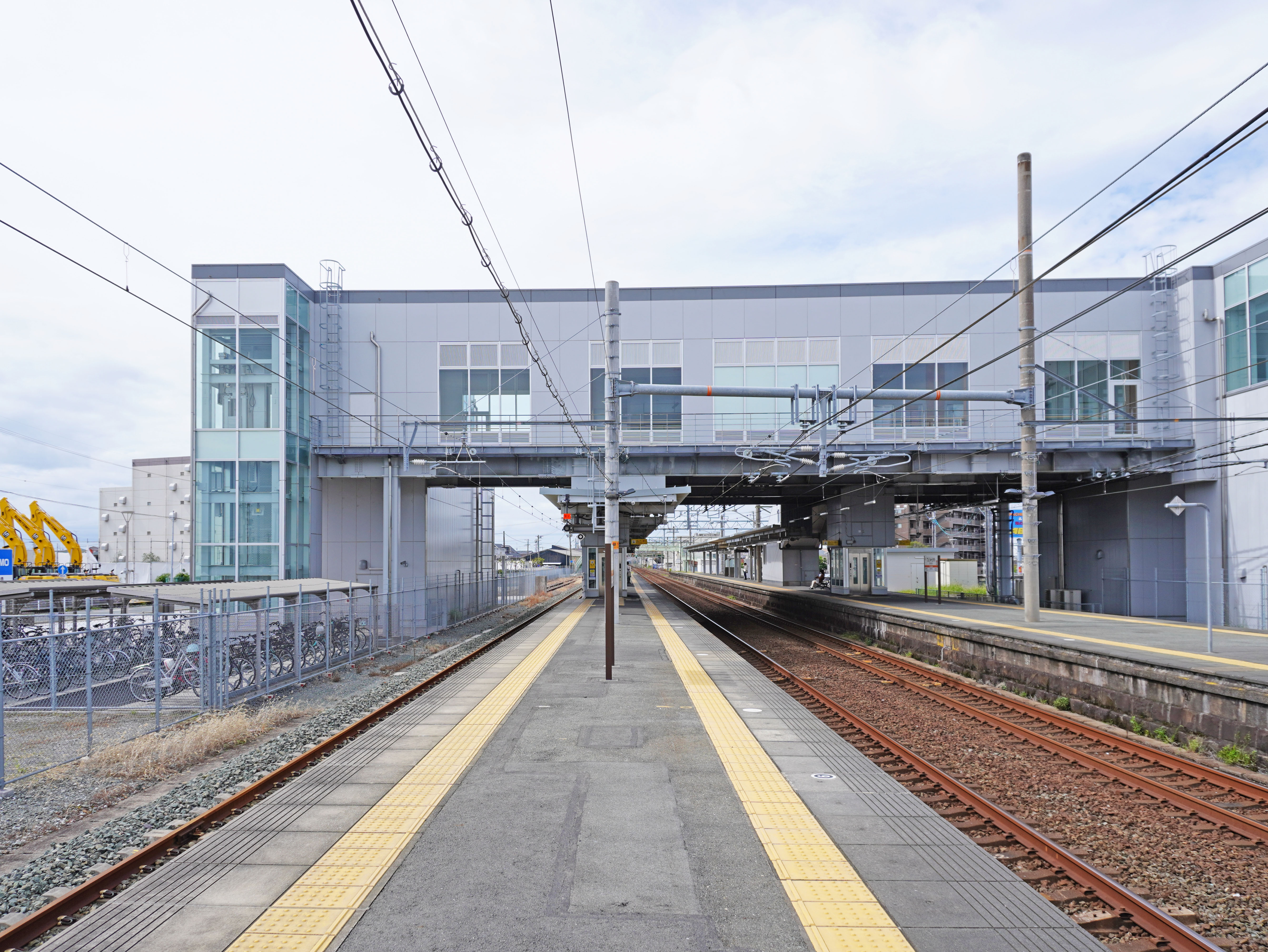
3・4番線ホーム（2022年10月）

## 利用状況
「静岡県統計年鑑」によると、2021年度（令和3年度）の1日平均乗車人員は2,392人である。
1993年度（平成5年度）以降の推移は以下のとおりである。
| 乗車人員推移       | 乗車人員推移     | 乗車人員推移 |
| 年度               | 1日平均 乗車人員 | 出典         |
| ------------------ | ---------------- | ------------ |
| 1993年（平成05年） | 2,688            | [ 12 ]       |
| 1994年（平成06年） | 2,555            | [ 12 ]       |
| 1995年（平成07年） | 2,599            | [ 12 ]       |
| 1996年（平成08年） | 2,693            | [ 12 ]       |
| 1997年（平成09年） | 2,644            | [ 12 ]       |
| 1998年（平成10年） | 2,604            | [ 12 ]       |
| 1999年（平成11年） | 2,567            | [ 12 ]       |
| 2000年（平成12年） | 2,591            | [ 12 ]       |
| 2001年（平成13年） | 2,592            | [ 12 ]       |
| 2002年（平成14年） | 2,557            | [ 12 ]       |
| 2003年（平成15年） | 2,578            | [ 12 ]       |
| 2004年（平成16年） | 2,665            | [ 12 ]       |
| 2005年（平成17年） | 2,592            | [ 12 ]       |
| 2006年（平成18年） | 2,565            | [ 12 ]       |
| 2007年（平成19年） | 2,592            | [ 12 ]       |
| 2008年（平成20年） | 2,625            | [ 12 ]       |
| 2009年（平成21年） | 2,553            | [ 12 ]       |
| 2010年（平成22年） | 2,608            | [ 12 ]       |
| 2011年（平成23年） | 2,588            | [ 12 ]       |
| 2012年（平成24年） | 2,621            | [ 12 ]       |
| 2013年（平成25年） | 2,647            | [ 12 ]       |
| 2014年（平成26年） | 2,631            | [ 12 ]       |
| 2015年（平成27年） | 2,697            | [ 12 ]       |
| 2016年（平成28年） | 2,728            | [ 12 ]       |
| 2017年（平成29年） | 2,783            | [ 12 ]       |
| 2018年（平成30年） | 2,845            | [ 12 ]       |
| 2019年（令和元年） | 2,958            | [ 12 ]       |
| 2020年（令和02年） | 2,286            | [ 12 ]       |
| 2021年（令和03年） | 2,392            | [ 12 ]       |

## 駅周辺
駅周辺は浜松市中央区の東側の住宅地である。駅所在地の地名である天龍川町は、この地域（旧橋羽村）が浜松市に合併した際に、天竜川駅にちなんで命名されたものである。町域は全く河川としての天竜川には接しておらず、この駅から見て1.5キロメートルほどの距離がある。
- ヤマハ天竜工場
- 杏林堂薬局和田店
- 浜松橋羽郵便局
- 浜松アリーナ
- 国道1号
- 松東遺跡
- ヤマダデンキ家電住まいる館YAMADA浜松本店
- マックスバリュ浜松和田店
- エディオン浜松和田店
- ニトリ浜松和田店
- 浜松市東区役所 天竜協働センター

### バス路線
天竜川駅バス停は浜松アリーナ発着臨時便が運行されていたが、前述の駅舎工事のためバス停そのものが無くなった。過去にはコミュニティバスひがしくんがイオンモール浜松市野まで運行されていた。
最寄りの路線バス停留所は徒歩で約12分のところにある80中ノ町磐田線橋羽バス停。
いずれも運行は遠州鉄道。

## 隣の駅
東海旅客鉄道（JR東海）
CA 東海道本線
豊田町駅 (CA32) - 天竜川駅 (CA33) - 浜松駅 (CA34)